# Manfredi Beninati
Manfredi Beninati (Palermo, Sicilia; 11 de enero de 1970) es un artista contemporáneo italiano.

## Biografía
Beninati ha empezado a dedicarse a la pintura figurativa después de abandonar su carrera como cineasta a mediado de los años noventa. Su obra también incluye dibujos, escultura, collage e instalaciones.

## Exposiciones
Ha tenido exposiciones individuales y colectivas en muchos países en Europa, América y Asia. Su trabajo (principalmente pintura e instalación) ha sido mostrado en eventos tan importantes como la Bienal de Venecia en el 2005 y en el 2009 y la Bienal de Liverpool en el 2008 y ha hecho apariciones en revistas de arte especializadas como Artforum, Flash Art, Contemporary, The Art Newspaper, Art Review, Tema Celeste y Art in America.
De recién en Pekín se ha inaugurado el museo más pequeño del mundo con una instalación de Beninati.

## Premios
- IOAM - Inside-Out Art Museum, Beijing, 2013
- Civitella Ranieri Foundation Fellowship,[2] 2010
- Rome Prize, premio de la American Academy in Rome,[3] 2006
- Premio del público para el pabellón italiano en la 51 ª Bienal de Venecia, 2005
- Premio DARC para jóvenes artistas italianos, 2004